# Benjamin Jones
Benjamin "Ben" Jones (2 de janeiro de 1882 — 20 de agosto de 1963) foi um ciclista britânico que competiu nos Jogos Olímpicos de Londres, em 1908.
Nesses Jogos, ele ganhou três medalhas, duas de ouro nos 5000 m e na perseguição por equipes, juntamente com Clarence Kingsbury, Leonard Meredith e Ernest Payne; e uma de prata nos 20 km.
Também participou na prova de 660 jardas, sendo eliminado nas semifinais. Na prova de velocidade, participou na final, mas todos os ciclistas foram desclassificados por exceder o tempo máximo.